# Янаки Стефанов
Янаки Стефанов Найдов е български общественик, виден дарител от първата половина на XX век.

## Биография
Стефанов е роден в 1864 година в царевоселското село Истевник, което тогава е в Османската империя. Емигрира в София, България, където живее като рентиер. В 1934 година прави завещание, с което оставя 50 000 лева на Комитета за подпомагане на бедни и недъгави старци за издръжка на приюта за старци в Подгумерския манастир, 50 000 лева за издръжка на социалния дом на фондация „Всех скорбящих радость“, 100 000 лева на Българския червен кръст за подпомагане на Болницата „Червен кръст“ в София, 50 000 лева за създаването на фонд „Янаки Стефанов“ при министерството на народното просвещение, от чиито лихви след освобождението на Македония да се купуват учебни пособия на бедни ученици в българското училище в град Крушево, а до откриването на такова училище лихвите да се използват за купуване на учебни пособия на бедни ученици от столичните основни училища. Остатъкът от парите си в Българската търговска банка, Стефанов завещава на Съюза „Обществена подкрепа“ при Министерството на вътрешните работи и народното здраве за подпомагане на бедни граждани. За изпълнител на последната си воля Стефанов определя министъра на народното просвещение.
Умира на 15 март 1941 година в София.